# Паркер-квартет
Паркер-квартет (англ. Parker Quartet) — американский струнный квартет, основанный в 2002 году.
Выпускники Консерватории Новой Англии, музыканты квартета совершенствовали своё мастерство ансамблистов под руководством участников Кливлендского квартета, а также Дьёрдя Куртага и Ким Кашкашьян. Их искусство впервые привлекло к себе внимание профессионалов в 2005 году благодаря гран-при Международного конкурса струнных квартетов в Бордо. Высокую оценку получил и первый альбом квартета — струнные квартеты Белы Бартока, выпущенные в 2007 году, — а за второй альбом, с квартетами Дьёрдя Лигети, Паркер-квартет был в 2011 году удостоен премии «Грэмми». Среди других отличий квартета — престижная Премия Кливлендского квартета (2009).